# Tetteh Adzedu
Tetteh Adzedu (Odumasi Krobo, 1949) is een Ghanees modeontwerper.

## Biografie
Adzedu begon zijn carrière als kleermaker en volgde later een opleiding tot modeontwerper. Hij heeft zich gedurende zijn loopbaan gespecialiseerd in het ontwerpen van exclusieve Afrikaanse tunieken voor mannen. Zijn werk wordt verkocht onder zijn eigen modelabel, Adzedu of Shapes. Hoewel hij trouw blijft aan de technieken van haute couture, staat hij bekend om zijn aandacht voor de sociale dimensie van kleding.
Hij heeft een aanzienlijke bijdrage geleverd aan de herwaardering van mode uit Ghana en andere Afrikaanse landen, onder meer door zijn rol als voorzitter van de Ghana Fashion Designers Association. In deze positie heeft hij de economische positie van ambachtslieden in de Ghanese textielindustrie, zoals wevers en couturiers, bevorderd. Hij heeft ook geholpen bij het ontwikkelen van moderne modetradities in Ghana.
In 1998 werd hij, samen met twee andere Afrikaanse modeontwerpers, Oumou Sy uit Senegal en Alphadi uit Mali, bekroond met de Prins Claus Prijs in de categorie "De Kunst van Afrikaanse Mode".